# Bélletes kapu

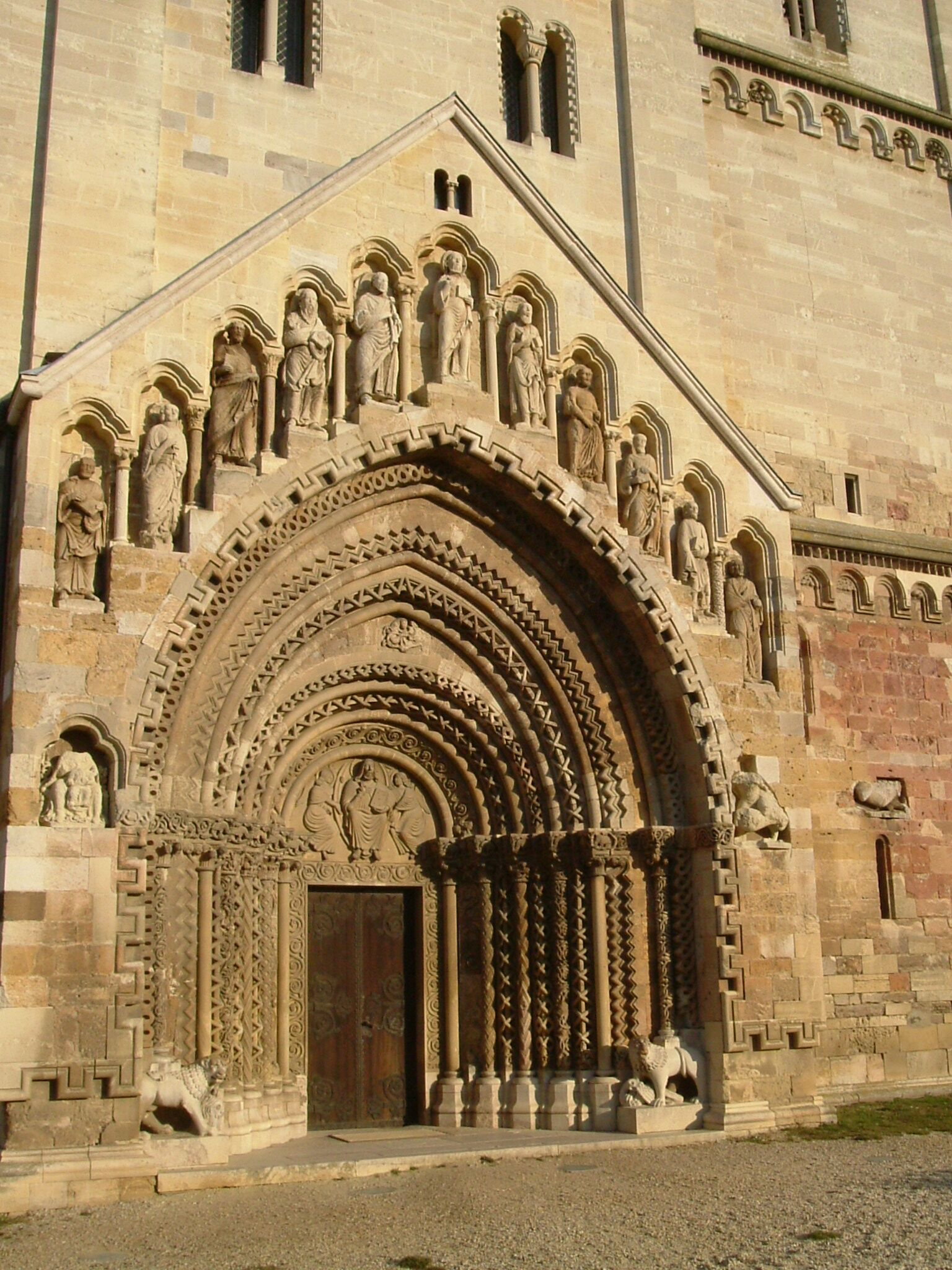
A jáki templom főbejárata, a nyugati kapu pompás bélletes díszítésű kapuja, a magyarországi román kori építészet egyik legszebb példája

A bélletes kapu a román kori templomépítészet egyik jellemző építészeti és épületszobrászati alkotása.

## Főbb jellemzői
A bélletes kapuban fokozatosan szűkülő kapuzatok sorakoznak, melyek díszítése egységes: pilaszterlábazatokból, pilaszterekből, pilaszterfőkből, majd a timpanont keretező ívelt hengeres tagból állnak. A pilasztereket néha faragással díszítik (Pl. gyulafehérvári érseki székesegyház). A pilaszterek helyén gyakran áll pilaszter szerepű szobor (pl. Pusztaszeren). A timpanon díszítése faragott kő (pl. Gyulafehérváron), vagy festmény (az egykori esztergomi székesegyház díszkapuján).

## Magyarországi előfordulásai
Gazdag változatosságban maradt fenn ez az építészeti részlet számos román kori templomunkon. Legismertebb talán a jáki templom nyugati kapuja és a sopronhorpácsi díszkapu. Ugyancsak szép, mert színes oszlopok sorakoznak benne, a pannonhalmi apátságban a templomból a kerengőbe vivő déli díszkapu is. 